# Immortal
Immortal és una banda noruega de black metal fundada el 1990 pel baixista i vocalista Abbath, el bateria Armagedda i els guitarristes Demonaz i Jörn Tonsberg a Os, a prop de la ciutat de Bergen. Immortal ha patit diversos canvis en la seva formació; només Demonaz hi ha romàs d'ençà la seva fundació, tot i que durant dues dècades n'ha estat únicament el lletrista. Just després de publicar el seu primer àlbum, Diabolical Fullmoon Mysticism, la banda va ser entrevistada per la televisió noruega, fet que va incrementar la seva popularitat, fins a arribar a esdevenir una de les poques bandes del seu gènere a tenir un treball a la graella del Billboard 200.

## Història

### Inicis (1990-1991)

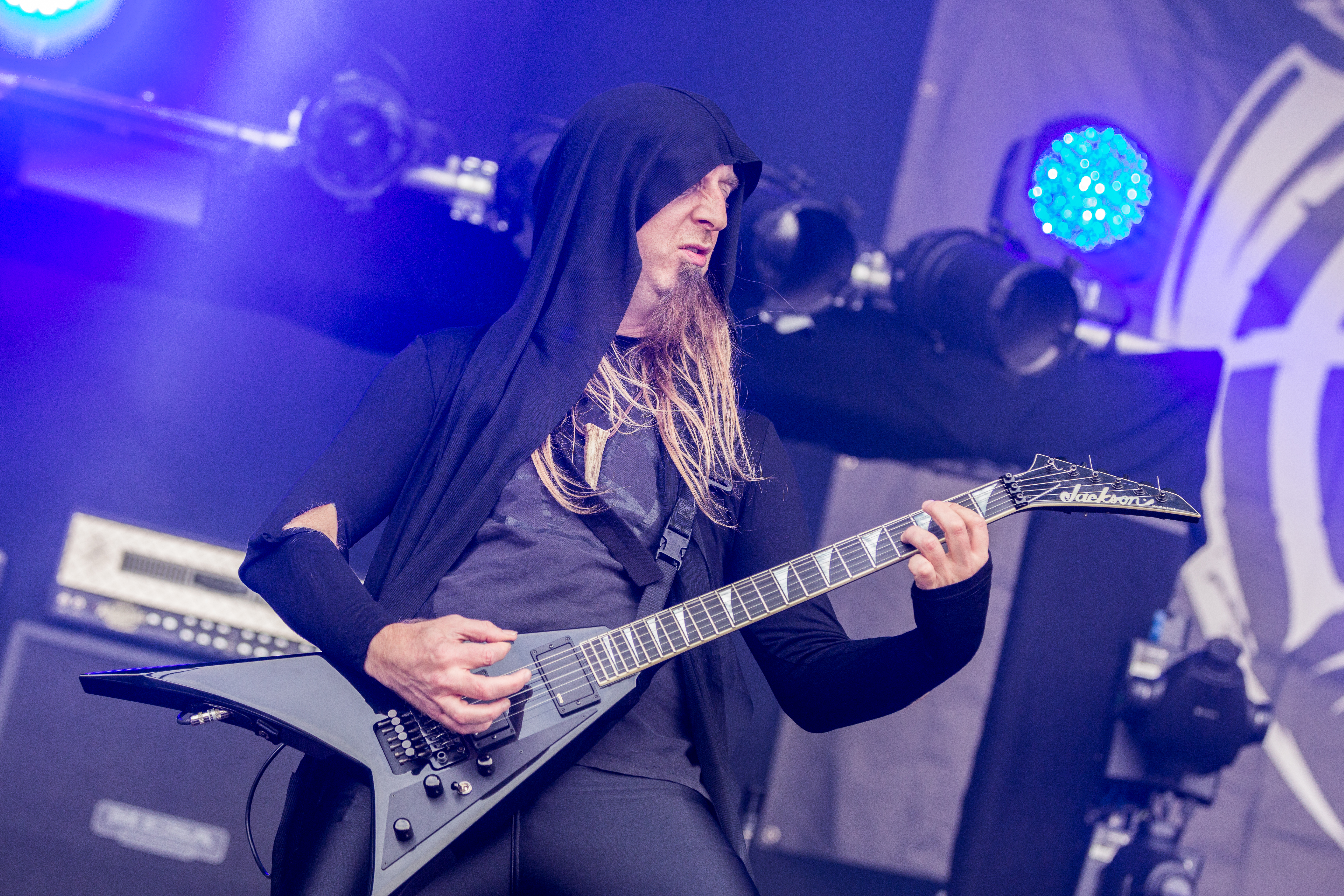
Jörn Tonsberg, a la imatge durant una actuació de 2017, fou el guitarrista original del conjunt.

Immortal es va formar el 1990, després de la dissolució del grup de death metal Amputation. Els guitarristes d'aquesta, Harald Nævdal i Jörn Tonsberg, van decidir crear una nova banda amb el vocalista i baixista Olve Eikemo, que havia format part del grup Old Funeral. El quart membre fou el bateria Gerhard Herfindal, conegut com a Armagedda. Nævdal i Eikemo s'havien conegut un any abans a Oslo, durant un concert de Slayer de la gira promocional de l'àlbum South of Heaven. En aquesta època, Immortal tocava en estil death metal, semblant a l'interpretat per Amputation.
L'any següent, l'agrupació va publicar la primera i única maqueta. Aleshores Eikemo i Nævdal encara empraven els seus noms autèntics, i Armagedda emprava el sobrenom Gaedda. La portada consistia en un dibuix realitzat pel vocalista de Mayhem, Dead, titulat The Northern Upir's Death, mentre que el logo va ser creat per Jannicke Wiise-Hansen. Després d'aquest primer enregistrament, Jörn Tonsberg va abandonar el grup per a formar Hades Almighty, la qual cosa va deixar a la formació com un trio.

### Diabolical Fullmoon Mysticism(1991-1992)
Al principis d'octubre la banda va publicar el seu primer enregistrament d'estudi, l'EP Immortal, a través de la discogràfica francesa Listenable. Fou aleshores que Eikemo i Nævdal varen començar a emprar els seus noms artístics famosos, Abbath Doom Occulta i Demonaz Doom Occulta, que posteriorment reduïren a Abbath i Demonaz. L'any següent, la discogràfica Osmose Productions va signar un contracte amb la banda.
El juliol de 1992 es va posar a la venda Diabolical Fullmoon Mysticism, el seu primer àlbum de llarga durada. Les característiques fonamentals en foren la brutalitat i la velocitat amb què el trio va executar les cançons, i és l'únic àlbum que conté guitarres acústiques juntament amb At the Heart of Winter. Després de la publicació de l'àlbum, Armagedda va abandonar el grup —segons Abbath, el motiu fou que el so de l'agrupació era massa ràpid per a la seva forma de tocar— i fou substituït per Jan Atle Åserød, conegut com a Kolgrim, que havia estat company d'Abbath a Old Funeral i de Demonaz a Amputation.Diabolical Fullmoon Mysticism va proporcionar al grup una forta popularitat en l'àmbit musical underground, que es va veure reforçat amb l'estrena del videoclip de la cançó «The Call of the Wintermoon», en el qual els tres membres corrien per unes ruïnes amb el seu característic corpse paint. Aquest vídeo i el logo de la banda van fer que la premsa del seu país els qualifiqués de satànics, tot i que aquesta acusació va ser desmentida pel trio en una entrevista a la televisió. El grup fins i tot va rebutjar l'etiqueta de banda de black metal, i Kolgrim va definir el seu estil musical com a holocaust metal.

### Pure Holocaust(1993-1994)
A continuació de la publicació del seu disc de debut, el conjunt va realitzar algunes actuacions a petites sales de concerts. Poc després, Kolgrim va ser-ne expulsat per la seva manca d'interés. Com a conseqüència, Abbath es va encarregar de tocar la bateria durant l'enregistrament del segon àlbum d'estudi, Pure Holocaust. Després d'acabar-ne l'enregistrament, Immortal va contractar al percussionista Erik Brødreskift, conegut com a Grim.
Pure Holocaust va ser publicat el novembre de 1993. La portada mostrava una fotografia de la banda on hi apareixia també Grim, malgrat que no havia participat en l'enregistrament de cap de les cançons. Pel que fa a l'estil musical, Immortal no va incloure-hi cap guitarra acústica com en el disc anterior. Demonaz va dir a una entrevista que «la música és millor i més ràpida. Les lletres són millors i no hem comès cap dels errors que vàrem fer en el primer disc».
El disc va ser promocionat amb una gira europea conjunta amb Blasphemy i Rotting Christ, anomenada Fuck Christ Tour '93. Gràcies a l'èxit d'aquesta gira, la banda va realitzar un seguit de concerts sota el nom Sons of Northern Darkness amb Marduk.

### Battles in the North(1995-1996)
El setembre del 1994, Immortal va començar a treballar en un nou disc, ja sense Grim, que va decidir abandonar la formació. De nou, Demonaz i Abbath es van trobar amb el problema de no disposar d'un bateria, així que el segon va tornar a fer-se càrrec d'aquest instrument per a gravar Battles in the North, que es va posar a la venda el 15 de maig de 1995.
Per a promocionar el disc, el duo va gravar dos vídeos musicals, «Blashyrkh (Mighty Ravendark)» i «Grim and Frostbitten Kingdoms», tots dos inclosos en el VHS Masters of Nebulah Frost. En el segon va participar-hi el bateria de Mayhem, Hellhammer, que participaria en la banda durant la gira promocional de l'àlbum. A l'octubre, Immortal va participar en una gira europea acompanyant a Morbid Angel.

### Blizzard Beasts(1997-1998)
Després d'acabar la gira, Hellhammer va deixar la banda per tal de centrar-se en altres projectes, per la qual cosa Abbath i Demonaz van posar un anunci en un diari en què sol·licitaven novament un bateria. Va ser llavors quan van rebre la trucada de Reidar Horghagen, conegut com a Horgh, que va ser contractat com a nou membre el maig de 1996. Tres mesos després de la contractació del nou integrant, el trio es va reunir en els estudis Stigma, per a gravar el seu quart àlbum d'estudi, Blizzard Beasts, que es va posar a la venda el febrer de 1997. Aquesta va ser l'últim treball de Demonaz a la guitarrista fins al 2019, ja que es va veure obligat a prendre un descans a causa d'una tendinitis en els braços. Demonaz va continuar lligat a la banda com a lletrista.
Abbath va ocupar el lloc de guitarrista a partir d'aleshores i va contractar a Ronny Hovland, conegut com a Llauris, com a nou baixista. Després d'una gira el 1998, la banda va oferir al nouvingut un lloc com a membre permanent, però aquest va rebutjar l'oferta per tal de centrar-se en la seva pròpia banda, Aeternus.

### At the Heart of Winter(1999-2000)
Després de la negativa de Llauris, els dos membres restants, Abbath i Horgh, van publicar At the Heart of Winter el febrer de 1999. El disc mostra un gran canvi envers els seus anteriors treballs i va rebre els elogis de molts crítics per la seva fusió de black amb thrash metal. El logo de la banda es va canviar per un de més senzill, i per primer cop la portada no mostrava l'agrupació, sinó un paisatge mitològic dominat per un castell; Abbath va decidir de no posar-hi una imatge de la banda perquè aquesta era «inexistent i incompleta». L'àlbum va augmentar el seu nombre seguidors i va fer d'Immortal una de les bandes de black metal més populars.

### Damned in Black(2000-2001)
El seu sisè àlbum d'estudi, Damned in Black, es va posar a la venda l'abril de 2000. Aquest seria l'últim treball publicat a través d'Osmose Productions, car al novembre el conjunt va signar un contracte amb la discogràfica alemanya Nuclear Blast. Per a promocionar el disc, la banda va realitzar una gira nord-americana amb Angel Corpse, Satyricon i Krisiun. Els tres integrants van aprofitar també per a treballar en altres projectes musicals; Horgh es va unir com a bateria de directe a Pain, Abbath va col·laborar amb el projecte Det Hedenske Folk i Iscariah va gravar el baix en l'àlbum Ceremony in Flames de Wurdulak.
Aquest mateix any, el grup va contribuir amb una versió de «From the Dark Past» a l'àlbum de tribut a Mayhem, Originators of the Northern Darkness. L'any següent, Damned in Black va guanyar el premi Alarm al millor àlbum de <i id="mwAR8">metal</i>.

### Sons of Northern Darkness(2002-2003)
El setembre de 2001, Immortal va tornar als estudis Abyss amb el productor Peter Tägtgren per a començar l'enregistrament del seu següent treball, Sons of Northern Darkness. Entre març i abril van participar en el festival europeu No Mercy, organitzat per la revista Rock Hard, compartint escenari amb bandes com Vader, Hypocrisy, Malevolent Creation o Deströyer 666. En acabar la gira, van actuar com a teloners de Manowar en alguns concerts als Estats Units, però sense Iscariah, qui va abandonar el grup després de tres anys per a unir-se a Necrophagia i fundar Dead to this World. El baixista va emetre un comunicat dient: «Vaig seguir el meu instint i vaig deixar Immortal. Aquesta banda ha estat la meva vida durant els tres darrers anys i ara em trobo com si m'estigués divorciant. El grup s'està fent cada vegada més famós i això significa una dedicació completa al mateix. Immortal ja ha contractat a un nou a la baixa, que realitzarà la gira europea i altres actuacions. Som optimistes respecte de la seva capacitat i estic segur que serà un baixista permanent. La banda revelarà el seu nom en els dies vinents. Aprofito per a saludar als meus germans i desitjar-los el millor per al futur».
Després de contractar a Yngve Liljebäck, conegut com a Saroth, com a nou baixista, Abbath va participar com a músic convidat en l'àlbum Death Cult Armageddon de Dimmu Borgir.
A principis de 2003, Sons of Northern Darkness va ser nominat als premis noruecs Spellemann i Alarm, tot i que el guanyador de tots dos fou Volcano de Satyricon. El juliol, poc després que Horgh i Iscariah es tornessin a trobar a la banda Grimfist, van començar els rumors que Immortal s'anaven a separar. Tot i que al principi Nuclear Blast va negar els rumors, poques hores després els membres del grup varen fer oficial la seva dissolució.

### Projectes paral·lels i reformación (2004-2007)

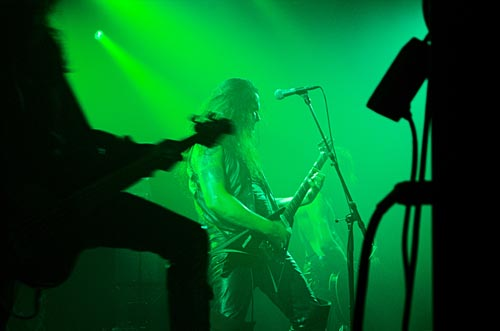
Abbath actuant amb la seva banda I en el festival Hole in the Sky.

Després de la separació d'Immortal, els seus membres van continuar treballant en altres projectes musicals. Horgh, el més actiu del trio, es va unir a Hypocrisy, a més de continuar a Pain i Grimfist. Abbath per la seva banda va col·laborar com a músic convidat en l'àlbum Isa d'Enslaved, i al costat de Demonaz va fundar el supergrupo I, juntament amb el guitarrista d'Enslaved Arve Isdal, el baixista de Gorgoroth King ov Hell i el bateria original d'Immortal, Armagedda. El grup I va publicar el seu àlbum debut, Between Two Worlds, el novembre de 2006.
El juny d'aquest mateix any, Abbath va dir en una entrevista per a la revista Rock Hard que havia estat parlant amb Horgh i Demonaz sobre una possible reunió de la banda; poc després es van donar a conèixer algunes dates en directe a la web oficial de Nuclear Blast. El lloc de baixista va ser ocupat per Apollyon (Ole Jørgen Moe) d'Aura Noir. Segons Abbath, Iscariah es va interessar en la reunió quan es va assabentar que podia obtenir guanys, i la banda el va rebutjar.
El resultat de la reunió va ser la gira 7 Dates of Blashyrkh Tour, formada pels següents concerts: Inferno Metal Festival a Oslo, Hellfest a Clisson, Tuska Festival a Hèlsinki, BB King's a Nova York, The Avalon a Los Angeles, Metal Camp a Tolmin i Wacken Open Air.

### All Shall Fall(2008-2013)
Després d'acabar la gira i realitzar diversos concerts, Immortal va començar a assajar i compondre nou material del que seria el seu vuitè àlbum d'estudi. A l'abril van entrar en els estudis Grieghallen i Abyss per a començar l'enregistrament. Un mes més tard van anunciar que ja l'havien enllestit i que el nom seria All Shall Fall.
All Shall Fall va ser publicat el setembre de 2009, i és avui dia el seu àlbum més reeixit, havent assolit el Top 50 a països com Noruega, Finlàndia, Suècia, Suïssa, França i Alemanya, i havent entrat per primera vegada en el Billboard 200, a la posició 162, la qual cosa va convertir Immortal en una de les poques bandes de black metal a aconseguir-ho fins aleshores.

El 9 de gener de l'any següent van realitzar un concert exclusiu a la seva ciutat d'origen, Bergen, i que va ser el començament de la gira promocional de All Shall Fall. Al març van realitzar una gira nord-americana amb el nom de Blashyrkh in North America. Aquest mes, All Shall Fall va ser nominat als premis Spellemann en la categoria de millor àlbum de metal, tanmateix poques hores més tard la banda va rebutjar la nominació. Demonaz va explicar-ne els motius:
| «         | Sempre hem estat polèmics i no ens veiem com una banda guanyadora de premis. No deixarem que la indústria musical noruega ens doni un copet a l'espatlla, som una banda per als nostres seguidors. El 2001 vàrem acceptar el Premi Alarm perquè els guanyadors són votats pel públic. | » |
| — Demonaz | |   |

Al febrer, els lectors de la revista Terrorizer varen triar el «retorn de Immortal» com la notícia musical més important de l'any, Abbath va ser triat com el quart millor vocalista, All Shall Fall el segon millor disc i Immortal la cinquena millor banda. El juny, Immortal va rebre el premi Metall Hammer Golden Gods en la categoria de millor banda underground.
L'agost d'aquell mateix any van publicar el seu primer DVD oficial, The Seventh Date Of Blashyrkh, enregistrat en el festival Wacken de 2007. Immortal va publicar a la seva pàgina web un vídeoclip inèdit de la cançó «Unsilent Storms in the North Abyss», enregistrat amb dues càmeres el 1993 amb Grim com a bateria. El 3 de setembre varen publicar el vídeo de la cançó «All Shall Fall» a la seva pàgina web, el primer videoclip d'Immortal en quinze anys.

### Disputa pel nom i sortida d'Abbath (2014-2016)
El desembre de 2014, Abbath va tractar d'apropiar-se del nom i el logo del grup, cosa que l'advocat de Demonaz i Horgh va impedir, ja que aquests reclamaven també la part corresponent. En la seva defensa, el vocalista va al·legar que pensava que tots dos havien abandonat la formació després que varen decidir prendre's un descans i deixar de pagar el local d'assaig. També va destacar que Demonaz no tocava la guitarra d'ençà la seva lesió i que Horgh simplement tocava la bateria. Abbath va assenyalar a més a més que com a músic professional depenia dels ingressos d'Immortal i que a causa del seu contracte amb Nuclear Blast havia d'enviar a la discogràfica alemanya un nou àlbum d'estudi, que segons ell havia estat gravat amb altres músics.
Finalment, el març de 2015, Abbath va anunciar que se n'anava de la banda i que començaria la seva carrera en solitari amb un àlbum de debut.

### Northern Chaos Gods(2015-present)
Després del comiat d'Abbath, Demonaz i Horgh van començar a treballar en un nou disc a l'agost de 2015, que no estaria enllestit fins a gener de 2018. L'àlbum, titulat Northern Chaos Gods, va suposar el primer treball sense Abbath i també el primer amb el productor Peter Tägtgren com a baixista.

## Estil
Blashyrkh és un regne de ficció que apareix amb freqüència a les lletres, videoclips i portades dels àlbums d'Immortal. Està dominat per un déu amb forma de corb gegant anomenat «Mighty Ravendark».
Segons Iscariah, el baixista en Damned in Black i Sons of Northern Darkness: «Per a nosaltres Blashyrkh és un lloc secret que poques persones coneixen. Hem mantingut aquest tema líric perquè Blashyrkh ho és tot per a Immortal». Demonaz, l'autor de la majoria de les lletres, va explicar les raons que el van portar a triar la temàtica de Blashyrkh: «No volia escriure lletres sobre política o religió, tampoc sobre Satanàs. Volia que les lletres i la música es combinessin per a crear una atmosfera».

## Discografia
- 1992: Diabolical Fullmoon Mysticism
- 1993: Pure Holocaust
- 1995: Battles in the North
- 1997: Blizzard Beasts
- 1999: At the Heart of Winter
- 2000: Damned In Black
- 2002: Sons of Northern Darkness
- 2009: All Shall Fall
- 2018: Northern Chaos Gods
- 2023: War Against All